# Lathyrus pastorei
Lathyrus pastorei là một loài thực vật có hoa trong họ Đậu. Loài này được (Burkart) Rossow miêu tả khoa học đầu tiên.